# S・A・ズヴェーレフ記念クラスノゴールスク工場
S・A・ズヴェーレフ記念クラスノゴールスク工場（クラスノゴールスク機械工場、ロシア語 Красногорский Механический Завод クラスナゴールスキイ・ミハニーチェスキイ・ザヴォート、英語 Krasnogorsk Mechanical Factory）は、ロシアのカメラメーカー・レンズメーカーである。工場名は、所在地であるモスクワ州のクラスノゴールスクに由来する。略称KMZ（КМЗ カーエームゼー）。

## 略歴・概要

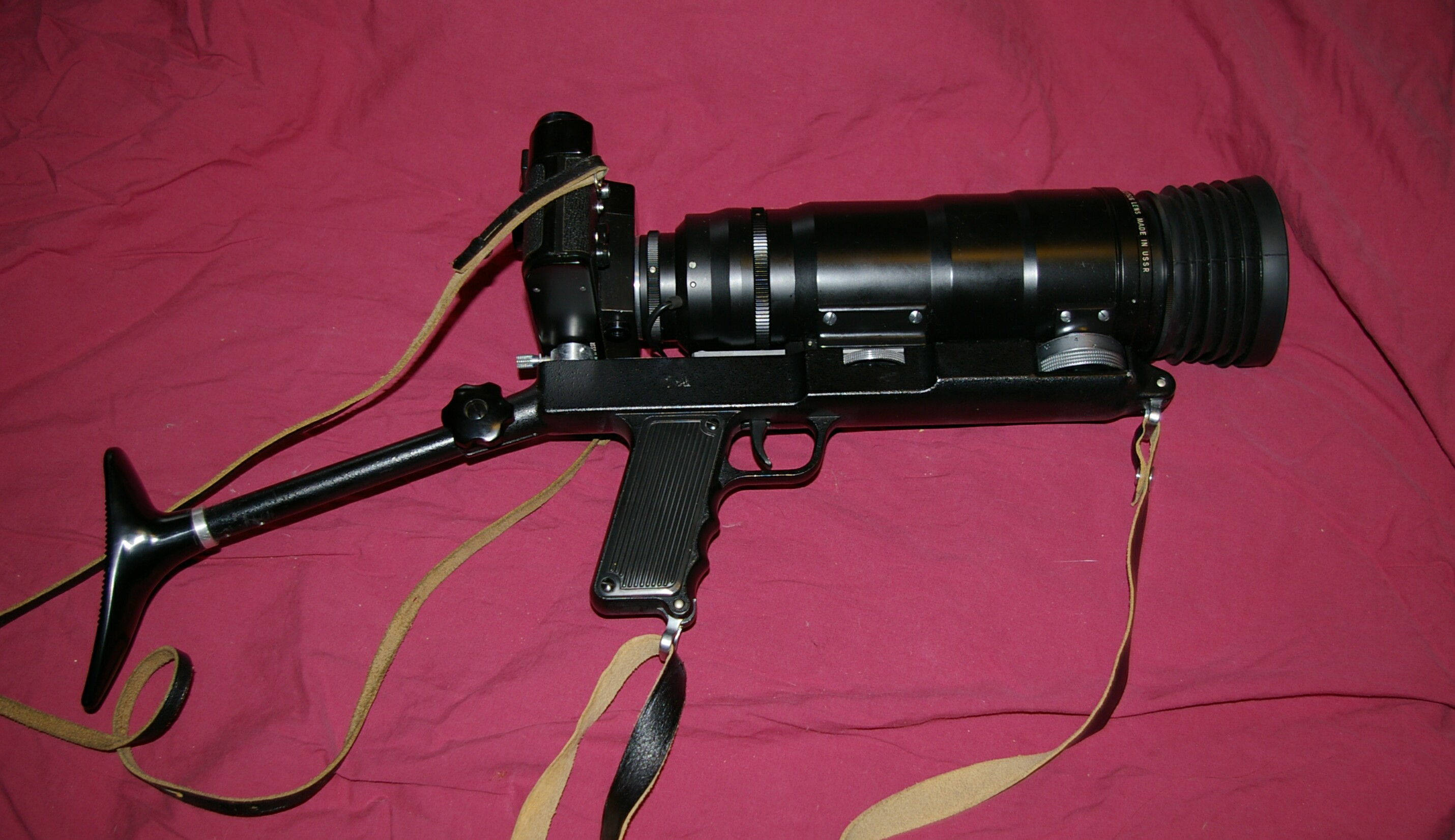
ゼニット12と望遠レンズの下部に設置したフォトスナイパー。

クラスノゴルスク機械工場（以下KMZ）は1942年2月に設立された。プリズムに光線が入射した時の図をロゴとして使用している。現在の名称は株式会社「S・A・ズヴェーレフ記念クラスノゴールスク工場」（ОАО "Красногорский завод имени С.А. Зверева"；"S.A. Zverev KRASNOGORSKY ZAVOD"）である。
アーセナルと提携し、「キエフ-コンタックス」の光学機器「TSVVS」というコンタックスマウントのライカ型の内部機構を有するカメラを共同生産した。
1945年には、「フォトスナイパーFS2-KMZ」を製造した・これは、300mmのレンズにFED型のカメラを組み合わせミラーボックスを組み合わせた一眼レフ状のファインダーを有するもので、ライフル状の形態を有する超望遠専用カメラを製造し現在までバージョンアップして「フォトスナイパー－FS-122型」として現在も継続生産している。
1949年から製造中のZORKI（Зоркий, ゾルキ）シリーズは1978年まで製造が行われ、製造総数は450万台を超えた。1955年から製造販売継続中の一眼レフZENIT（Зени́т, ゼニット）シリーズが、現在の主力製品である。
1965年、コンパクトカメラZORKI-10の生産を開始したが現在は生産中止である。1967年から、非常にユニークな35mmパノラマカメラHORIZON（Горизонт, ゴリゾント）を発売し、HORIZON S3 PRO 28mm/f2.8を現在も継続生産している。
同社の製品は、ロシア光学器械の最高峰製品として評価を受けている。カメラだけでなく、交換レンズ群（ライカと互換性を有するレンズ群、M42マウントの国際共通規格のレンズ群）の光学性能は卓越し、ユニークな設計も相まって、世界的な高光学性能のレンズメーカーとしても知られる。
同社の一つの主力は、医療関連機器の製造販売である。